# Goodfellas
Goodfellas (eller GoodFellas) er en amerikansk gangsterfilm fra 1990 instrueret af Martin Scorsese. Filmen er baseret på en sand historie, "Wiseguy: Life in a Mafia Family" fra 1985 af kriminalreporteren Nicholas Pileggi, der beskriver Henry Hills liv, et mafiamedlem, der blev informant.
Joe Pesci vandt en Oscar for bedste birolle for sin rolle som Tommy DeVito.
Filmen ligger nr. 18 på IMDB's top 250 liste
Både stilen og nidholdet er blevet emuleret i mange andre medier.

## Handling
Henry Hill (Liotta) indrømmer, "Så langt tilbage som jeg kan huske, jeg altid ønsket at være en gangster," med henvisning til hans forgude de Lucchese gangsterfamilie, i et overvejende italiensk-amerikansk kvarter i East New York, Brooklyn i 1955. Ønsker at være en del af noget væsentligt, afslutter Henry skolen og går på arbejde for dem. Hans irsk-amerikansk far forsøger at stoppe Henry efter at han finder ud af hans pjækkeri, men gangsterne truer den lokale postvæsenluftfartsselskab med alvorlige konsekvenser, hvis han leverer flere breve fra skolen til Henrys hus. Henry er i stand til at klare for sig selv, og lærer de to vigtigste lektioner i livet: "Aldrig overløbe dine venner, og altid holde munden lukket," det råd er givet til ham efter at være blevet frikendt for anklager tidligt i sin karriere.
Henry er taget under beskyttelse af den lokale mafia, Paul "Paulie" Cicero (Sorvino) og hans medarbejdere, Jimmy "The Gent" Conway (De Niro), der elsker kapring af lastbiler, og Tommy DeVito (Pesci), en aggressiv væbnet røver med temperament. I slutningen af 1967, begår de Air France Røveri, som er Henry debut i den store tid. Nyder de frynsegoder af deres kriminelle liv, tilbringer de det meste af deres nætter på Copacabana med utallige kvinder. Henry møder og senere gifter sig med Karen (Bracco), en jødisk kvinde. Karen er i første omgang plaget af Henrys kriminelle aktiviteter, men bliver snart forført af hans glamourøse livsstil. Da en nabo overfalder hende for at afvise hans tilnærmelser, Henry slår ham i hovedet utallige gange med en pistol. Hun føler sig vakt af den handling, især når Henry giver hende pistolen og fortæller hende, at hun skal skjule det.

## Medvirkende
| - Ray Liotta som Henry Hill - Robert De Niro som Jimmy Conway - Joe Pesci som Tommy DeVito - Lorraine Bracco som Karen Hill - Paul Sorvino som Paul Cicero - Frank Sivero som Frankie Carbone - Frank Vincent som Billy Batts - Tony Darrow som Sonny Bunz - Mike Starr som Frenchy - Chuck Low som Morrie Kessler - Frank DiLeo som Tuddy Cicero - Johnny Williams som Johnny Roastbeef - Samuel L. Jackson som Parnell "Stacks" Edwards - Frank Adonis som Anthony Stabile - Catherine Scorsese som Tommy DeVito's mor - Gina Mastrogiacomo som Janice Rossi - Peter Onorati som Florida Bookie - Debi Mazar som Sandy - Margo Winkler som Belle Kessler | - Welker White som Lois Byrd - Julie Garfield som Mickey Conway - Paul Herman som Dealer - Detective Ed Deacy som sigselv - Christopher Serrone som ung Henry Hill - Charles Scorsese som Vinnie - Michael Vivalo som Nicky Eyes - Michael Imperioli som "Spider" - Tony Sirico som Tony Stacks - Frank Pellegrino som Johnny Dio - Tony Ellis som brude butiksejeren - Elizabeth Whitcraft som Tommys kæreste - Illeana Douglas as Tommys anden kæreste - Anthony Powers som Jimmy Two-Times - Assistant U.S. Attorney Ed McDonald som sig selv - Tony Lip som Frankie "the wop" - Joseph Bono som Mikey Franzese - Kevin Corrigan som Michael Hill - Tobin Bell som parole officer - Henny Youngman som sig selv |

## Eksterne Henvisninger
- Goodfellas på Internet Movie Database (engelsk)
- Goodfellas på Filmdatabasen
- Goodfellas på Scope
- Goodfellas i Svensk Filmdatabas (svensk)
- Goodfellas på AlloCiné (fransk)
- Goodfellas på MovieMeter (nederlandsk)
- Goodfellas på AllMovie (engelsk)
- Goodfellas hos American Film Institute (engelsk)
- Goodfellas hos British Film Institute (engelsk)
- Goodfellas' profil hos Encyclopædia Britannica Online (engelsk)